# Крис Елиът
Кристофър Наш Елиът (на английски: Christopher Nash Elliott) е американски актьор и сценарист.

## Биография
Той е роден на 31 май 1960 година в Ню Йорк в семейството на комика Боб Елиът. Придобива известност в средата на 80-те години като изпълнител и автор на скечове в телевизионното предаване на Дейвид Летърман. След това участва в комедийни сериали, като „Get a Life“ (1990 – 1992), и във филми, като „Омагьосан ден“ („Groundhog Day“, 1993) и „Юнга“ („Cabin Boy“, 1994).

## Избрана филмография
- Преследвачът (1986)

- Мърфи Браун (1988)
- Бездната (1989)
- Нюйоркски истории (1989)
- Омагьосан ден (1993)
- Кралят на боулинга (1996)
- Сабрина младата вещица (1997)
- Гувернантката (1998)
- Ах, тази Мери (1998)
- Смахнатият професор 2 (2000)
- Снежен ден (2000)
- Страшен филм 2 (2001)
- Осмозис Джоунс (2001)
- Всички обичат Реймънд (2003)
- Шеметни години (2005)
- Страшен филм 4 (2006)
- Коледата на Томас Кинкейд (2008)
- Танци-манци (2009)
- Как се запознах с майка ви (2009)
- Спондж Боб Квадратни гащи (2011)
- Диктаторът (2012)
- На поправителен изпит (2014)
- Жега в Кливланд (2014)
- Добрата съпруга (2015)
- Шитс Крийк (2015 – 2020)